# 사쿠라마치마에역
사쿠라마치마에역(일본어: 桜町前駅)은 일본 아이치현 니시오시에 위치한 나고야 철도 니시오선의 철도역이다. 역 번호는 GN 08이며, 단선 승강장 1면 1선의 구조를 갖춘 지상역이다.

## 타는 곳
| ■ 니시오선 | 하행 | 니시오 · 기라요시다 방면      |
| ■ 니시오선 | 상행 | 신안조 · 나고야 · 쓰시마 방면 |

## 이용 현황
| 연도 | 1일 평균 승차 인원 |
| ---- | ------------------ |
| 2006 | 1,039              |
| 2007 | 1,123              |
| 2008 | 1,191              |
| 2009 | 1,216              |
| 2010 | 1,238              |

## 역 주변
- 아이치 현립 니시오 고등학교

## 인접 역
| 나고야 철도 니시오선     | 나고야 철도 니시오선 | 나고야 철도 니시오선             |
| ------------------------ | -------------------- | -------------------------------- |
| GN 07 요네즈 신안조 방면 | ■ 급행 · ■ 준특급    | 니시오 GN 10 기라요시다 방면     |
| GN 07 요네즈 신안조 방면 | ■ 보통               | 니시오구치 GN 09 기라요시다 방면 |